# Viaggio da paura
Viaggio da paura (From A to B) è un film del 2015 diretto da Ali F. Mostafa.

## Trama
Tre amici di lunga data, Omar, Ramy e Jay, si ritrovano dopo anni dalla morte del loro amico Hadi, rimasto ucciso durante un bombardamento. I tre, Omar allenatore e quasi papà, Ramy un blogger e Jay un DJ, intraprendono un viaggio da Abu Dhabi a Beirut attraversando l'Arabia Saudita, la Giordania e la Siria. Il loro viaggio diviene fin da subito una particolare impresa.